# Turang Tappeh

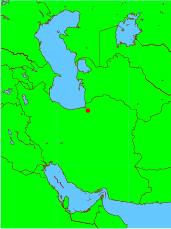
Ubicación de Gorgan; unos veinte kilómetros al Nor-Este se encuentra el yacimiento de Turang Tappeh.

Turang Tappeh (en persa, Tūrang Tappeh) o Turang Tepe es un yacimiento arqueológico situado a una veintena de kilómetros al noreste de Gorgan, en Mazandarán (Irán). Es uno de los tells más antiguos de la zona. Se trataba de un caravasar cuyos restos más antiguos datan del VI milenio a. C.. Quedó destruido por los mongoles. Fue excavado por vez primera en 1841 y luego en 1931. Se recuperaron diversos objetos, entre ellos, piezas cerámicas y abalorios de lapislázuli. La mayor parte de los hallazgos pueden verse en la sección de arqueología preislámica del Museo Nacional de Irán sito en Teherán.
36°55′53″N 54°34′59″E / 36.93139, 54.58306